# Tsilhqot'in
Die Tsilhqot'in, auch Chilcotin, sind eine Gruppe von First Nations (indigene Völker in Kanada) in der kanadischen Provinz British Columbia. Sie gehören zur nordwestamerikanischen Sprachfamilie der Na-Dené.
Ursprünglich lag ihr Siedlungszentrum im Tal des Chilcotin Rivers, welches die Chilcotin jedoch im Lauf der Zeit bis zum Similkarneen Valley ausdehnten. Ihre Nachbarn waren im Norden die Dakelh, im Westen die Nuxalk, die Shuswap im Osten, mit denen sie des Öfteren im Krieg standen. Im Süden schließlich waren die Lillooet ihre Nachbarn. Heute liegt der Mittelpunkt westlich der Stadt Williams Lake.
1864 kam es zum Chilcotin-Krieg, der 25 Männer das Leben kostete.
1982 sprachen von ca. 1800 Tsilhqot'in noch 705 ihre Muttersprache.
Im Juni 2014 sprach der Oberste Gerichtshof von Kanada den Chilcotin in einem historischen Urteil mehr als 1.700 Quadratkilometer Land zu. Es war das erste Mal in Kanada, dass sich Ureinwohner vor dem höchsten Gericht des Landes erfolgreich das Recht auf ein eigenes Territorium erkämpft haben.

## Film
- Kanada, Indianer schreiben Geschichte. Regie Felix Thiemer, arte, Frankreich/Deutschland, 2014, 43 Min (zeigt Landschaft, Lebensweise, Umweltproblematiken, Stammesstrukturen)